# Pikkelyes bülbül
A pikkelyes bülbül (Pycnonotus squamatus) a madarak osztályának verébalakúak (Passeriformes) rendjébe, a bülbülfélék (Pycnonotidae) családjába tartozó faj.
A magyar név forrással nincs megerősítve.

## Előfordulása
Brunei, Indonézia, Malajzia, Mianmar és Thaiföld területén honos.

## Alfajai
- Pycnonotus squamatus borneensis
- Pycnonotus squamatus squamatus
- Pycnonotus squamatus weberi

## Megjelenése
Testhossza 15 centiméter.